# Masaje

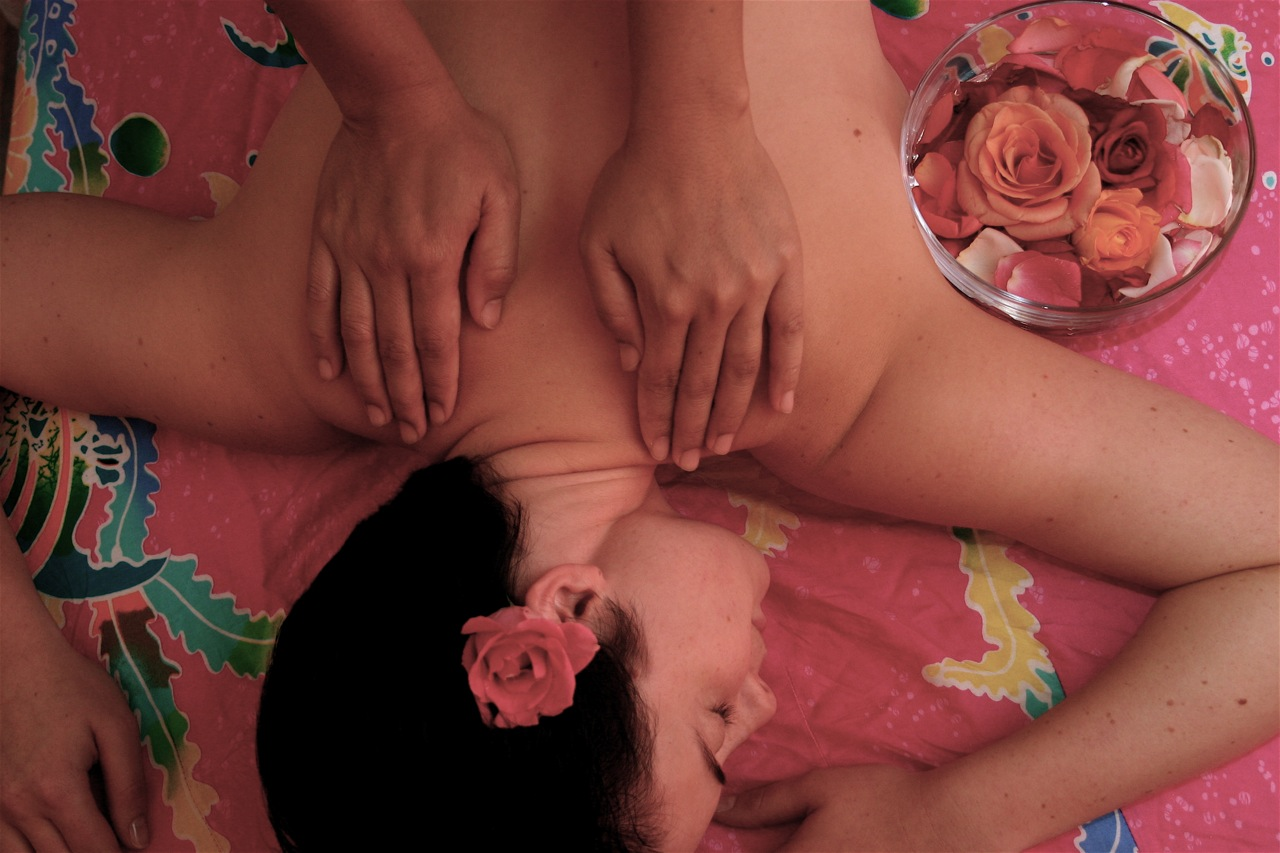
Masaje

El masaje es una forma de manipulación de las capas superficiales y profundas de los músculos del cuerpo utilizando varias técnicas, para mejorar sus funciones, ayudar en procesos de curación, disminuir la actividad refleja de los músculos, inhibir la excitabilidad motoneuronal, promover la relajación y el bienestar y como actividad recreativa.
Probablemente es la herramienta terapéutica más antigua que el ser humano utilizó para proporcionarse un recurso natural contra el dolor. Su evolución y uso ha sido parejo al de la sociedad, hasta convertirse en la técnica de «tacto estructurado» que hoy conocemos.
Existen diversos tipos de masaje, desde el de relajación hasta el afectivo o sensual; pasando por el específicamente terapéutico (masoterapia) del ámbito sanitario y el del ámbito deportivo, destinado a mejorar la actividad física.

## Historia

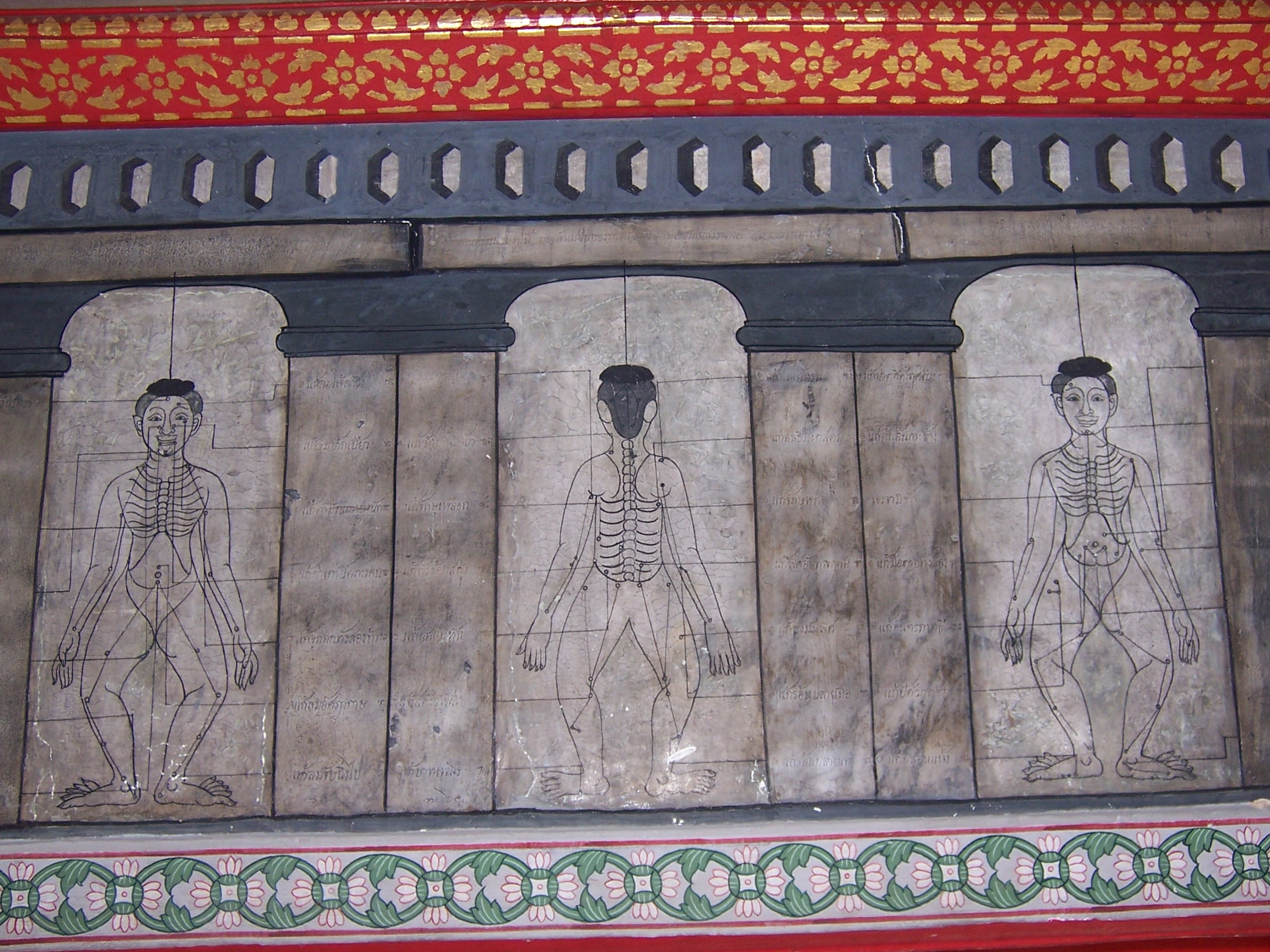
Ilustraciones de los puntos de acupresión en líneas Sen; en el templo Wat Pho en Tailandia.

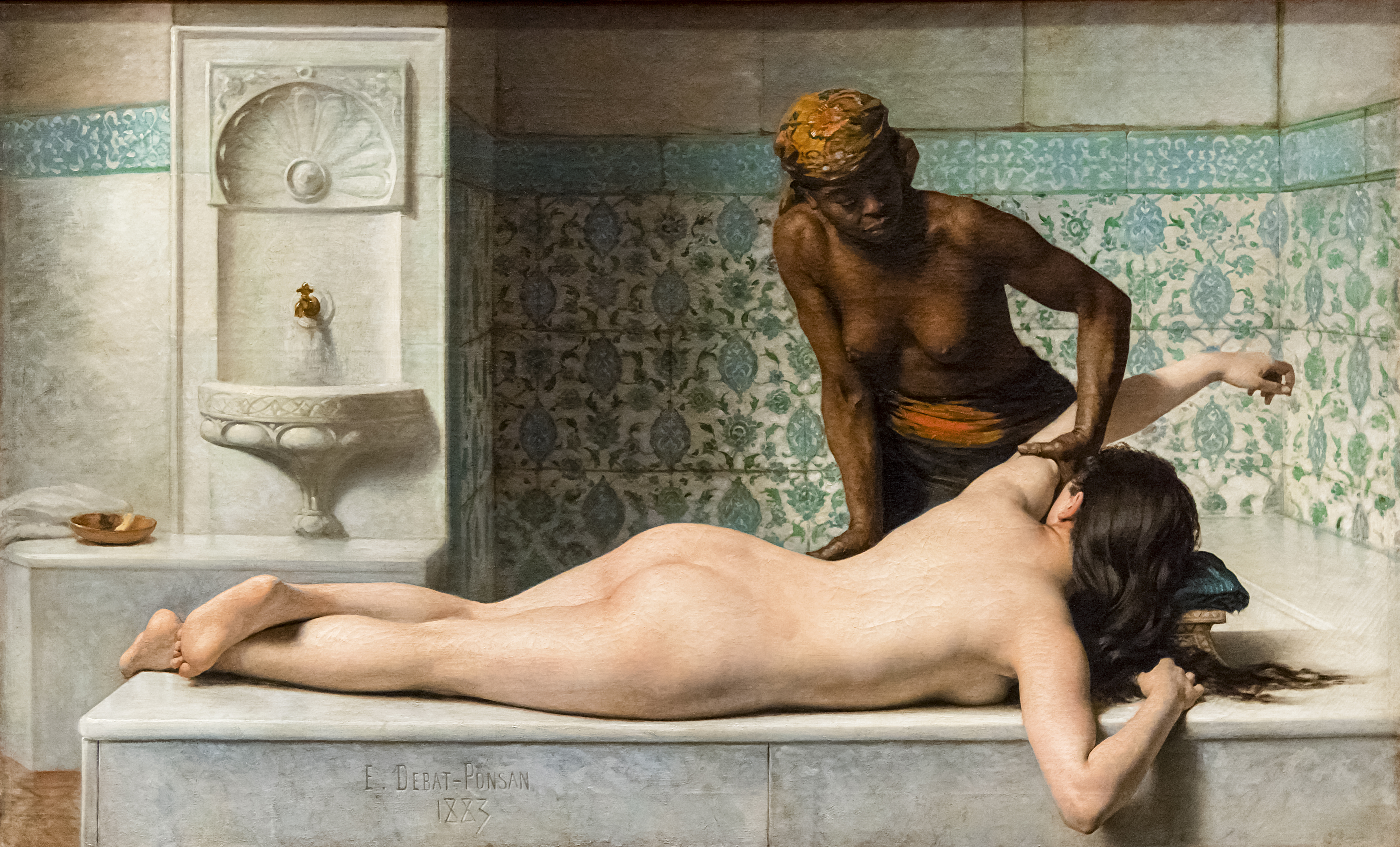
Óleo sobre tela de Édouard Debat-Ponsan pintado en 1883

Se ha encontrado evidencia arqueológica de la existencia del masaje en muchas civilizaciones antiguas como China, India, Japón, Corea, Egipto, Roma, Grecia y Mesopotamia.

Ilustración en las paredes de la tumba de Akmanthor (Egipto).

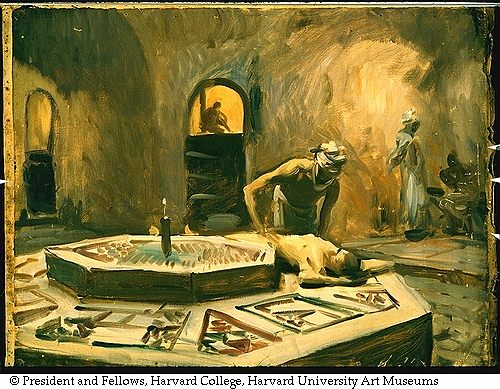
John Singer Sargent (1856-1925), "Masaje en un hammam" (1890-1891).

- 2330 a. C.: en Saqqara (Egipto), la Tumba del Akmanthor [8] (también conocida como la Tumba del Médico) representa a dos hombres que realizan un trabajo ―presumiblemente un masaje― en los pies y las manos de otro.
- 2000 a. C.: se deja escrita por primera vez la palabra muššu'u (‘masaje’) y se describe su uso, en unos textos en sumerio y acadio hallados a principios del siglo XXI en la antigua Mesopotamia.[1]
- siglo V a. C.: en China se compone el Huangdi neijing, también conocido como el Canon interno del Emperador Amarillo. El título llevó a algunos estudiosos a creer que el propio texto había sido compuesto durante la época del Emperador Amarillo (aproximadamente del 2700 a. C.), lo que convertiría en anterior a la Historia escrita.[2][3] Actualmente se sabe que fue compuesto durante el periodo de las Primaveras y los Otoños (722-481 a. C.), que es el principio de la Historia registrada de China. Es una recopilación de los conocimientos médicos conocidos hasta esa fecha, y es la base de la medicina tradicional china. Se hace referencia al masaje en 30 capítulos diferentes del Nei jing. En él se especifica el uso de diferentes técnicas de masaje y la manera en que se debe utilizar en el tratamiento de dolencias específicas y en las lesiones.
- 700 a. C.: Bian Qüe, el médico más antiguo conocido de China utiliza el masaje en la práctica médica. [11]

- 500 a. C.: Yívaka Komara Basha ―también conocido como Shivago Komarpash― crea el masaje tradicional tailandés (nuad boran) y la medicina tailandesa.[cita requerida] De acuerdo con el Canon pali budista, Yívaka era el médico de Buda.[cita requerida] Él codificó un sistema de curación que combinaba la acupresión, la reflexología, y las posturas de yoga.[cita requerida] El masaje tailandés tradicional se basa generalmente en una combinación de las tradiciones indias y chinas de la medicina. En Tailandia se conoce a Yívaka como el Padre Doctor.[cita requerida]
- 493 a. C.: en el Libro de Ester (2.12) se menciona que las esposas de Jerjes realizaban un tratamiento diario con aceite de mirra, como parte de su régimen de belleza.[4]
- 380 a. C.: en Grecia, Hipócrates (460-380 a. C.) escribió: «El médico debe tener experiencia en muchas cosas, pero seguramente en anatripsis [‘frote’]».[5]
- siglo III a. C.: se menciona por primera vez el masaje (mardana) en un texto de la India: el texto épico-religioso Majabhárata.[6]
- siglo III a. C.: el médico Charaka publica su texto, el Charaka-samjita, el cual se considera el más antiguo de los tres tratados de la medicina aiurvédica, que incluye masajes.[7]
- 581 d. C.: en China, Sun Si Miao presenta diez nuevas técnicas de masaje y sistematiza el tratamiento de enfermedades de la infancia mediante la terapia de masaje.[cita requerida]
- Siglo IX: Hunayn ibn Ishaq traduce al árabe varios manuscritos del médico romano Galeno.
- Siglo XI: el médico persa Avicena (980-1037) publica Al-qānūn fī aṭ-Ṭibb (el canon de la medicina) presenta el uso de los analgésicos y otros métodos de alivio del dolor, incluyendo masajes.
- 1150: en uno de los bajorrelieves que decoran el templo de Angkor Wat (en Camboya), se representa a un demonio realizando un aborto a una mujer que ha sido enviada al infierno. Es la primera evidencia de la existencia del aborto por masaje ―que implica la aplicación de presión en el abdomen de la embarazada―, y es la representación visual más antigua conocida del aborto.[8][9]
- 1762: se menciona por primera vez en idioma inglés la palabra shampoo (en el sentido de lavado de cabello), que proviene del hindi chāmpú, que se refería a un masaje capilar con aceites.
- 1776: Jean Joseph Marie Amiot, y Pierre-Martial Cibot, misioneros franceses en China, traducen al francés un resumen del Huangdi neijing, incluyendo una lista de plantas medicinales y técnicas de masaje, introduciendo en Europa el desarrollado sistema de medicina chino, que incluía el masaje medicinal.[3]
- 1779: el francés Pierre-Martial Cibot publica Notice du Cong-fou des Bonzes Tao-see ―también conocido como El Cong-Fou del Tao-Tse, un resumen en francés de las técnicas médicas utilizadas por los sacerdotes taoístas. Según Joseph Needhan, el trabajo de Cibot «tenía la intención de presentar los físicos y los médicos de Europa, el esbozo de un sistema de gimnasia médica que quizá les gustaría adoptar; y si lo encontraban erróneo podrían inventar algo mejor. Este trabajo ha sido considerado como de importancia capital en la historia de la fisioterapia, ya que es casi seguro que influyó en el fundador sueco de la gimnasia sueca, Per Hendrik Ling.

Más tarde en Europa se denominó masso (que significa ‘amasar’).[cita requerida]
También se tradujo al latín como frictio (cuyo significado es fricción).[cita requerida]
Llegó a nuestros días con el nombre de «masaje».[cita requerida]

## Beneficios y adjetivos
- Mecánicos: las fuerzas mecánicas relacionadas con cada maniobra de masaje afectan a los tejidos.
- Fisiológicos: alivia el cansancio, se asocia a la práctica del ejercicio suave, la gimnasia y los baños termales.[10]
- Preventivos: estos se cumplen cuando se localiza por palpación una zona tensa o con posible lesión. Cuando se delimita, se le comunica al sujeto que recibe el masaje y es tratado. El terapeuta, una vez concluido el masaje, aconseja a la persona tratada que el masaje esté unido a la práctica de ejercicio moderado, para mejorar el bienestar general, y conseguir además que el tratamiento perdure.
- Terapéuticos: cuando se utiliza el masaje para mejorar la función circulatoria, recuperar la movilidad restringida entre los tejidos dañados, aliviar o reducir el dolor o para optimizar la conciencia sensorial. El masaje terapéutico debe ser realizado solamente por personas capacitadas.
- Estéticos-higiénicos: cuando tiene por finalidad mejorar el aspecto externo de la persona, eliminando los depósitos de grasa, devolviendo al músculo su tono y relajando el cansancio. Igualmente tiene resultados higiénicos puesto que eliminar el cansancio en una persona sana produce un resultado estético.[11]
- Deportivos: cuando se efectúa para preparar a un deportista con finalidad competitiva antes, durante y después de la práctica del mismo.
- Psicológicos-anímicos/relajación: el contacto de la mano experimentada proporciona seguridad a la vez que comodidad, a la par que regula y alivia la tensión psicofísica.

## Contraindicaciones
Es importante conocer las principales contraindicaciones para no perjudicar y poder actuar así con seguridad y eficacia. Como su nombre indica, las contraindicaciones se refieren a aquellos casos en los que, de una manera parcial o total, no es conveniente efectuar masaje. Se reducen, en la mayoría de los casos, a la aplicación del masaje en el área a tratar. Por ejemplo, a una persona con una enfermedad arterial importante de las extremidades inferiores (EEII), es acertado aplicarle masaje en el músculo trapecio pero no lo es en caso de que padezca de un edema.
A continuación se citan las contraindicaciones más importantes:
- Durante los tres primeros meses del embarazo. Luego de ese período, con prescripción médica, solo se le aplica el masaje en posición sentada o recostada lateralmente, con técnicas suaves y evitando zona de las vértebras lumbares, el vientre y el tórax.
- En caso de cualquier tipo de intervención quirúrgica (por ejemplo, una cesárea). Deberán transcurrir seis meses antes de someter al individuo a una sesión de masaje.
- Enfermedades infecciosas de la piel (por ejemplo, hongos, lupus), además de otras no infecciosas generalizadas (por ejemplo, dermatitis alérgica), úlceras por decúbito (UPP) y quemaduras.
- Enfermedades vasculares inflamatorias (por ejemplo, flebitis), inflamaciones de los ganglios linfáticos, debilidad vascular y retenciones circulatorias graves.
- Trombosis y embolia arterial por riesgo de embolismo pulmonar o de otros tejidos del organismo, venas varicosas y en cardiopatías en general (por ejemplo, taquicardias e hipertensión arterial).
- Inflamaciones agudas o patológicas con sintomatología típica: dolor, calor, rubor (enrojecimiento de la piel) e inflamación (aumento de volumen).
- Hematomas, hemorragias recientes, heridas sin cicatrizar, esguinces agudos, contusiones, edemas agudos, derrames articulares, desgarros tendinosos.
- Enfermedades agudas o en fase evolutiva, como estados febriles, náuseas, úlcera gástrica o úlcera duodenal.
- Enfermedades de tipo metabólico como la gota.
- Fibrosis y enfermedades musculares degenerativas.
- Enfermedades reumáticas agudas.
- Enfermedades infecciosas o tumorales.
- Procesos inflamatorios de origen bacteriano.
- Problemas renales en fase aguda, cálculos de riñón, cálculos biliar.
- Rotura o desgarros de músculos, vainas, tendones, ligamentos.
- Traumatismos recientes y tratamientos quirúrgicos.
- Enfermedades del sistema nervioso: lesiones de las vías piramidales, pacientes con cuadros de compresión nerviosa.
- Cáncer por el riesgo de propagar las células

Generalmente se puede afirmar que ante cualquier dolor que no se alivia con el masaje sino que aumenta o empeora, se debe pensar que el masaje está contraindicado, y que hay algún problema nuevo o que el diagnóstico no fue el adecuado, por lo que en todos los casos se debe remitir al cliente a su médico para una nueva valoración.

## Técnica
El masaje se aplica mediante la manipulación manual de los tejidos blandos: piel, muscular y conjuntivo o tejido conectivo para ampliar la función de estos y promover la circulación, la relajación y el bienestar. Sirve, además, para aliviar o hacer desaparecer las contracturas y la tensión muscular, optimiza la función y permite un buen deslizamiento de los tejidos. En los últimos años la técnica manual se complementa con la terapia de percusión y sus dispositivos de masaje para profundizar en ciertos grupos musculares donde es difícil llegar manualmente.
Las maniobras de masaje tienen como finalidad, también, la recuperación y rehabilitación física de los procesos patológicos, o de las lesiones. En referencia a esto último cabe destacar que en el momento en que el masaje proporciona relajación y bienestar nos ayuda recuperar y mantener la salud. Por tanto se convierte, incluso sin pretenderlo, en un acto terapéutico.

## Formación del masajista
El uso profesional del masaje en el ámbito sanitario requiere una cierta comprensión de la anatomía y la fisiología humana, asimismo precisa del conocimiento de sus indicaciones y especialmente de las contraindicaciones, siendo este el tema de base durante la formación del futuro masajista y del fisioterapeuta.
La formación incluye en cuestiones relacionadas con la conducta ética. También el masajista debe saber ―mediante la recogida de datos a través de la historia clínica y la exploración― cuándo puede aplicar masaje y cuándo no. Se le capacita para que conociendo el terreno que debe tratar, evite causar daño. Actualmente el tratamiento por masaje es sinónimo de bienestar y salud.
Cuando el terapeuta trata a personas que padecen una lesión o enfermedad se debe contactar con el médico del paciente para seguir su indicación. Actualmente, los profesionales que realizan masaje en sus diferentes modalidades son los fisioterapeutas, médicos, masajistas, quiromasajistas. Cuando el masaje, en sus distintas modalidades tienen una finalidad estrictamente terapéutica (masoterapia), esto es, cuando es para tratar a un sujeto con lesión o enfermedad, está considerado por muchas jurisdicciones (como es el caso de la española) como un acto sanitario y por tanto, debe ser realizado bajo prescripción médica por el personal acreditado, es decir, el fisioterapeuta. Por esto cualquier manipulación corporal que entrañe un riesgo debe ser supervisado el médico.

## Masaje y dolor

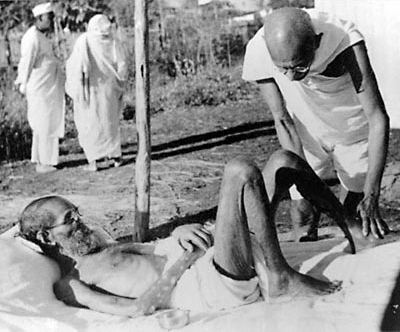
En 1940 en Sevagram Ashram, Gandhi atendió con 15 minutos diarios de masaje al paciente Parchure Shastri, un estudioso del sánscrito, quien padecía de lepra.

Las maniobras de masaje no deben causar dolor, por ello es recomendable estar atentos a las reacciones del sujeto que recibe el masaje, aplicando el contacto de un modo progresivo y extenso al principio para ir centrándose en las áreas más limitadas y tensas conforme progresa el tratamiento.
Por otro lado, el masaje es un buen recurso para aliviar el dolor pues aumenta la circulación y favorece el retorno venoso; como ya se comentó, ayuda a drenar el exceso de linfa que se forma en las áreas edematosas. Permite liberar las fibras nerviosas atrapadas por desequilibrios mecánicos en las articulaciones y en los tejidos blandos que la rodean al relajar las áreas de tensión. Al tocar con suavidad o mediante una presión mantenida la piel durante el masaje se estimula los mecanorreceptores (receptores sensoriales de los cambios provenientes de la aplicación de la energía mecánica: tacto, presión, vibración). Esto permite «bloquear» el ascenso por la médula espinal de los impulsos dolorosos, trasmitidos por los receptores de dolor (los nociceptores), en su camino hacia el encéfalo.

## Técnica con sensibilidad
La cualidad de la sensibilidad es la facultad para percibir e interpretar el estado de ánimo, el carácter y la manera de actuar de las personas, así como la naturaleza de las circunstancias y los ambientes que en cada momento nos rodean, para actuar de manera adecuada en beneficio de los demás. Si a ello le unimos las capacidades técnicas adquiridas (en el caso del que aplica el masaje) para regular el contacto y el ritmo de las diferentes maniobras; la presión, velocidad y el tiempo, podremos influir sobre la sensación general de los diferentes estados de ánimo.
Esta manera de actuar del masajista mediante el uso de la técnica y el desarrollo de la sensibilidad, le permite lograr un efecto equilibrante (relajante o tonificante) sobre el sistema nervioso de la persona tratada. Además por medio de la escucha y del tacto terapéutico, el masaje es de gran utilidad como medio de soporte humano, y (previa supervisión médica) para atenuar el estrés producido por el cáncer u otras enfermedades graves.

## Modalidades
Como ya se comentó, la práctica del masaje se ha adaptado a las características climáticas y temperamentales de cada pueblo. En occidente los masajes de corte oriental están ganando adeptos, uno de los motivos es que estos tratamientos buscan tratar a la persona tanto en el terreno físico como en el emocional. Entre ellos destacan el masaje japonés o shiatsu (y una vertiente en plena expansión como el masaje en silla o masaje on site) y el masaje chino o tui-na, en los cuales se realizan presiones manuales en los puntos de acupuntura para canalizar el qi o energía vital; el masaje ayurvédico de la tradición hindú o el masaje tailandés de tradición tailandesa.
Una de las técnicas actuales más utilizadas en los salones de masaje es la maderoterapia. Masajes tanto faciales como corporales que se realizan a través de diferentes instrumentos de madera con el objetivo de combatir la celulitis y luchar contra la flacidez y la firmeza. Esta técnica es también muy utilizada como complemento de tratamientos de drenajes linfáticos.

## Masokinesioterapia
El término «masoterapia» hace referencia a la modalidad de masaje destinada al tratamiento de procesos patológicos en individuos enfermos y lesionados. Y la técnica consistirá en una serie de maniobras dirigidas a tratar las molestias o lesiones que previamente un profesional sanitario y cualificado ha diagnosticado. Las maniobras han sido muy estudiadas y se aplican según los hallazgos tras la exploración.
En el caso de lesión o enfermedad se sigue la indicación médica; y lo realiza el profesional especializado, para evitar tratamientos mal aplicados (generalmente por un diagnóstico no adecuado o aquellos realizados por personas no competentes]. Existen diversas alteraciones que afectan a los músculos como pueden ser: traumatismos, enfermedades degenerativas, higiene postural deficitaria (traumatismo a largo plazo), enfermedades o deformaciones genéticas, patologías con repercusión muscular, alteraciones psicológicas o emocionales, intoxicaciones, etc.
Requieren la evaluación del paciente; evaluación que nos aportará la indicación. Posteriormente el terapeuta valorará si es preciso remitirlo a otro profesional sanitario para que realice un seguimiento o paute un protocolo de tratamiento diferente. Dentro del ámbito de la masoterapia, existen técnicas y subespecialidades que requieren conocimientos concretos, llevados a cabo por quiromasajistas y también por fisioterapeutas especializados.

## Modalidades de masajes
- Masaje circulatorio: está destinado a activar el flujo sanguíneo, favoreciendo la eliminación de toxinas.
- Masaje deportivo:[15][16] se lleva a cabo casi exclusivamente sobre los grupos musculares comprometidos en cada deporte o disciplina deportiva, para optimizar su tono, flexibilidad y rendimiento.
- Masaje de drenaje linfático: apunta a estimular el flujo de la linfa, mediante técnicas precisas y delicadas.
- Masaje estético: combina técnicas circulatorias, modeladoras y sedativas a fin de tratar alteraciones o defectos estéticos de los cuerpos, generalmente localizados.
- Masaje de relajación o sedativo: tiende a armonizar el sistema nervioso, induciendo, tal como su nombre lo indica, determinado grado de relajación muscular y ayudando al individuo a recuperar o mantener el equilibrio psicofísico.
- Masaje descontracturante: son las manipulaciones realizadas sobre uno o varios grupos musculares contracturados. Para algunas escuelas no constituiría un tipo de masaje específico, sino una serie de manipulaciones aplicadas durante un masaje de relax o estético.
- Masaje sensitivo: su propósito es aliviar las consecuencias psicofísicas (las físicas y las emocionales) que genera el estrés. Se aplica mediante movimientos suaves y armónicos, evitando los cambios bruscos de ritmo y la pérdida de contacto.
- Masaje holístico: es la combinación de cuatro tipos de masajes: shiatsu, tántrico, reflexologia y sensitivo, que apuntan al equilibrio del ser humano en lo físico, energético, emocional, mental y espiritual.
- Masaje Relajante: Uno de los masajes más utilizados hoy en día es este tipo de masaje. Abarca un gran número de técnicas diferentes y es destinado, principalmente, a la relajación corporal y mental.[17]
- Masaje reductor es una técnica terapéutica que ayuda a reducir la grasa localizada en áreas específicas del cuerpo, estimula la circulación y promueve la eliminación de toxinas, contribuyendo a la estilización de la figura y la tonificación muscular.

## Digitopuntura o shiatsu
La digitopuntura o shiatsu do es una técnica de masaje creada por Namikoshi y desarrollada por otros masajistas como Masunaga. Trabaja los mismos diagramas de la acupuntura china para aplicar presión sobre ciertos puntos del cuerpo. En vez de las agujas utiliza los pulgares, las palmas de las manos, los antebrazos, los codos, las rodillas y la planta de los pies. Sus autores han desarrollado maneras de aplicación conocidas como «katas del shiatsu»: hoko nokata, tayu nokata, empi nokata, rioatsu nokata y kata del adulto mayor.
Quien aplica el masaje shiatsu recibe el nombre japonés de tori y quien lo recibe el nombre de uke.
No es necesario que el cliente se desvista. Se aplica ya sea en esterillas, futones (sofás), camas o en sillas especiales para masaje shiatsu. No tiene efectos secundarios.[cita requerida]

## Quiromasaje
Su significado literal es ‘masaje con las manos’ diferenciándose de esta manera del aplicado mediante instrumentos electromecánicos.

## Masaje Pressel
Este tipo de masaje fija su atención en descargar la tensión acumulada, se aplica de manera lenta y con una presión firme y progresiva. Cualquier persona con un mínimo de conocimientos de masaje y buen sentido común puede aplicarlo. Siendo su efecto la relajación y la disminución del tono muscular, a través de un contacto no agresivo por parte de la persona que lo aplica.
Lo más importante a la hora de realizar este tipo de masajes es actuar sobre los puntos de tensión del receptor, realizando las maniobras en las áreas de tensión (a veces llamados «nudos»), que principalmente se ubican en la espalda, músculo trapecio, erectores de la columna y musculatura masticadora. También hay que tener en cuenta, que quien realiza los masajes, este tranquilo y relajado, así podrá influir positivamente en el resultado del masaje, y lograr el objetivo deseado. Una de las formas más empleadas del masaje relajante es el masaje sensitivo.

## Masaje gestalt
El masaje gestáltico es una manera de trabajo corporal basado en la terapia gestalt desarrollada en el Instituto Esalen en los años sesenta. Su síntesis se desarrolla a través de sus trabajos con Magda Proscauer (en respiración), Murria Todris (en masaje sueco), Molly Day y Bernard Gunter (en desarrollo sensorial y toque sensitivo), así como Friz Perls, Bloomberg, Miller y Simkins (en gestalt).
Se caracteriza por una combinación de movimientos cortos englobados en movimientos largos, fluidos e integradores que envuelven todo el cuerpo.
Aunque la relajación es uno de los efectos del masaje, el objetivo principal del masaje gestáltico es el incremento de la conciencia corporal a través del contacto consciente, la respiración y la presencia. Debido a esta forma de trabajo se pueden dar situaciones emocionales como angustia, alegría, tristeza, llantos que necesitarán de un profesional con formación en terapia gestal para sostener y acompañar a la persona. Este masaje está especialmente indicado en periodos difíciles de ruptura o duelo, para luchar contra el estrés, la fatiga, diversas somatizaciones o estados depresivos, es muy recomendable para personas que vivan mal con sus cuerpos, entre otros. Ayuda también a quienes sufrieron de falta de contacto y afecto maternal (consciente o no), reduciendo las secuelas de esta falta emocional. Es una herramienta preciosa para los profesionales de la salud y grupos de ayuda (terapeutas corporales, psicólogos, psicoterapeutas, etc.). Es un probado y eficaz ayudante en psicoterapia, sexología, recuperación neurológica y en todos aquellos procesos en los que el contacto y la conciencia corporal sean importantes.

## Masaje relajante
Este tipo de masajes fija su atención en descargar la tensión acumulada, se aplica de manera lenta y con una presión firme y progresiva. Cualquier persona con un mínimo de conocimientos de masaje y buen sentido común puede aplicarlo. Siendo su efecto la relajación y la disminución del tono muscular, a través de un contacto no agresivo por parte de la persona que lo aplica.
Lo más importante a la hora de realizar este tipo de masajes es actuar sobre los puntos de tensión del receptor, realizando las maniobras en las áreas de tensión (a veces llamados «nudos»), que principalmente se ubican en la espalda, músculo trapecio, erectores de la columna y musculatura masticadora. También hay que tener en cuenta, que quien realiza los masajes, este tranquilo y relajado, así podrá influir positivamente en el resultado del masaje, y lograr el objetivo deseado. Una de las formas más empleadas del masaje relajante es el masaje sensitivo.

## Masaje ayurvédico
El Ayurveda (que significa el Arte de vivir) es un sistema que se trata como llevar la buena salud de manera equilibrada; es la ciencia de la longevidad, donde se enseña que tipo de bio tipo (pakritti) somos; que tipo de rutina diaria necesitamos, como tener una alimentación equilibrada, nos enseña a tener y mantener hábitos sanos para mantener la enfermedad fuera de nosotros, tanto física como emocionalmente. Es un tipo de medicina natural preventiva que viene de la India, tiene como 5,000 años de antigüedad este conocimiento. Nuestro cuerpo es nuestro vehículo diario para poder vivir y este tiene que estar sano y en equilibrio para funcionar bien. Los masajes ayurvédicos ayudan a mantener el cuerpo sano, la mente y el espíritu equilibrado. Es conjunto de técnica de amasamiento, fricción y presión que ayuda al cuerpo a ganar vitalidad, ayuda fortalecer el cuerpo y la mente; en especial ayuda a equilibrar cuando el dosha Vata cuando está desbordado, que es el dosha que provoca desórdenes de rigidez, contracturas, sequedad, enfermedades que afectan al sistema nervioso provocando dolor, fatiga y perdida de memoria. Este tipo de masaje se trabaja sobre el sistema linfático, circulatorio, esqueleto y muscular.
Beneficios:
- Ayuda a proteger, preserva y rejuvenece las células del cuerpo. Elimina la vez.
- Ayuda a relajar al sistema nervioso.
- Elimina la fatiga. (agotamiento físico y mental)
- Elimina el exceso del humor viento (vata)
- Aumenta la vista.
- Fortalece al individuo, dándole mayor seguridad sobre sí mismo.
- Alarga la vida.
- Fortalece la piel, le da más lozanía y textura.
- Proporciona resistencia frente a las enfermedades y falta de armonía.
- Proporciona resistencia a las heridas y la capacidad de recuperarse más rápidamente.
- Alivia los trastornos causados por los humores Flema (khapa).
En este tipo de masasaje se usa aceites vegetales tibios:  ajonjolí, mostaza, coco. También se usan aceites medicados, aceites preparados con hierbas para fines terapéuticos
Resumen hecho sobre la base de la fuente : "El Masaje Indio" - Autor: Harish Johari.

## Masaje hawaiano (lomi-lomi)
El lomilomi, originario de Hawái, recorre suavemente todo el cuerpo con los antebrazos, brazos y las palmas de las manos al ritmo de la música hawaiana que suena de fondo. Se utiliza para eliminar tensiones y aliviar contracturas musculares, pero además armoniza todo el cuerpo y relaja la mente. El masaje relajante lomi-lomi se combina también con aromaterapia y musicoterapia.

## Masaje erótico
El masaje erótico es el uso de las técnicas del masaje con un propósito sexual. Descubrir y disfrutar los placeres del masaje erótico dentro de las relaciones sexuales, dando protagonismo a todo el cuerpo y no solo a los genitales, puede ser algo muy excitante y placentero. Se utiliza la técnica con consentimiento mutuo y de manera que aumente el placer sexual. Se utiliza una intensidad mínima, propia de caricias y pases largos.
Se puede utilizar como parte del juego erótico de la pareja, dentro de los preliminares. Para ello se pueden utilizar además de las manos, objetos como una pluma, o un cubito de hielo.
Un ejemplo de masaje erótico es el llamado masaje tántrico, el cual es un masaje sensibilizante. No guarda ninguna relación con el tantrismo, que es una filosofía de vida. Es un nombre inventado por occidentales para dar valor agregado al masaje convencional, afirmando que este involucra el masaje de los genitales femeninos (ioni) y masculinos (língam).

## El masaje reductor
Según algunos masajistas, el masaje podría ayudar en los procesos de adelgazamiento. Consiste en técnicas ―la presoterapia, el masaje de drenaje linfático manual, etc.― que movilizan y ablandan el tejido graso subcutáneo. Se suele acompañar de otras técnicas para potenciar la pérdida de peso.[cita requerida]
Los masajes reductivos ofrecen una serie de beneficios significativos, lo cual permite prescindir de las fajas tradicionales y evitar entrenamientos prolongados. Estos beneficios incluyen:
- Reducción de la grasa localizada en áreas específicas del cuerpo: Los masajes reductivos se centran en zonas específicas del abdomen y la cintura, lo que ayuda a reducir la acumulación de grasa en esas áreas problemáticas.
- Estilización de la figura y reducción de la celulitis: Mediante técnicas de masaje especializadas, se estimula el tejido adiposo y se mejora la apariencia de la piel, contribuyendo a una figura más estilizada y reduciendo la presencia de celulitis.
- Estimulación del flujo sanguíneo: Los masajes reductivos promueven un aumento en el flujo sanguíneo en la zona tratada, lo que a su vez mejora la circulación y favorece la oxigenación de los tejidos.
- Eliminación de toxinas acumuladas en el cuerpo: A través de movimientos específicos y técnicas de drenaje linfático, los masajes reductivos ayudan a liberar toxinas y desechos acumulados en el cuerpo, contribuyendo a una mejor desintoxicación.
- Mejora del funcionamiento del sistema digestivo: Los masajes reductivos pueden estimular el sistema digestivo, favoreciendo la eliminación de desechos y mejorando la función intestinal, lo que puede resultar beneficioso para la digestión y el metabolismo.
- Tonificación muscular, reafirmación de los tejidos y combate contra la flacidez: A través de los movimientos y presiones adecuados, los masajes reductivos contribuyen a la tonificación de los músculos y a la reafirmación de los tejidos, contrarrestando la flacidez y proporcionando una apariencia más firme y tonificada.

## Drenaje linfático manual
El drenaje linfático manual es una modalidad de masaje que favorecería el funcionamiento del sistema linfático, crucial para un funcionamiento eficaz del sistema inmunológico. No se sabe con certeza si el drenaje linfático manual tiene repercusión directa sobre el sistema inmunológico, pero sí existe constancia de cómo personas con inmunodeficiencia van mejorando su sistema defensivo, tras sesiones periódicas de drenaje linfático manual.
Se aplica mediante una serie muy protocolizada de maniobras manuales, muy suaves y superficiales, basadas en un profundo estudio de la anatofisiología del sistema linfático, se realizan con el fin de drenar o desplazar la linfa que por cualquier causa patológica se encuentra estancada (véase edema) a territorios linfáticos sanos para su evacuación normal hacia el torrente venoso.[cita requerida] Como complemento a este tipo de masaje se recomienda utilizar técnicas de maderoterapia para luchar contra la celulitis y la firmeza de la piel.

## Masaje infantil
En muchas culturas del mundo, el masaje infantil es una antigua tradición que se ha transmitido de madres a hijas durante generaciones. Algunos estudios de investigación revelan la necesidad del contacto afectivo entre el bebé y sus padres como parte fundamental de los primeros años de vida. El masaje infantil para bebés es uno de los métodos habituales para establecer este primer contacto.

### Beneficios del masaje infantil
Generalmente se organizan en cuatro grupos: relajación, estimulación, interacción y comunicación. Tomando en cuenta lo anterior, es posible que introducir esta práctica en el primera año de vida:
- Ayude a crear y reforzar los vínculos afectivos positivos
- Alivie el malestar producido por cólicos y gases
- Favorezca el movimiento natural del intestino del bebé, previniendo el estreñimiento
- Estimule sensorialmente al bebé, lo que podría ayudar a madurar su sistema nervioso
- Facilite el sueño del bebé
- Ayude a escuchar y comprender el llanto del bebé
- Equilibre los periodos de estimulación y relajación
- Proporcione confianza y seguridad a los padres
- Ofrezca un momento de tranquilidad tanto para los padres como el bebé
- Cree un momento de dedicación exclusiva
- Establezca el hábito de la comunicación entre padres e hijos/as
- Refuerce el sistema inmunológico

El masaje infantil es un medio que favorece la comunicación y nutrición afectiva mediante el tacto. Con el masaje infantil, los padres pueden dar la importancia que se merecen los primeros años de vida de sus hijos, teniendo una repercusión directa en la salud física, psíquica y emocional durante toda la vida.
En 1986, Vimala Schneider (o Vimala McClure) fundó la IAIM (International Association of Infant Massage: Asociación Internacional de Masaje Infantil), una de las principales organizaciones dedicadas a entrenar personal para enseñar esta práctica a las familias.

## Masaje Anticelulítico
Los masajes anticelulíticos son considerados como una técnica desprendible de los masajes comunes. La misma se encarga de reducir en la medida posible la celulitis del cuerpo de una persona. La manera en que esto puede ser posible, es porque al aplicar los masajes en un espacio afectado por la celulitis, dicha parte del cuerpo comienza a fragmentar las moléculas que causan la celulitis y al reducir sus tamaños estas pueden ser más sencillas para eliminar de raíz. Cabe destacar que para gozar de un buen masaje anticelulítico existen muchas vías, como lo es los masajes por manos propias o con ayuda de un aparato pensado para esto, tal y como podemos mostrar en la siguiente imagen; 

## Fisioterapia
La fisioterapia es una disciplina de la salud que utiliza el masaje como una de sus herramientas fundamentales para promover la recuperación y el bienestar físico. El masaje terapéutico, aplicado por fisioterapeutas especializados, ayuda a aliviar la tensión muscular, mejorar la circulación sanguínea, reducir el dolor y promover la relajación.
El masaje en el contexto de la fisioterapia ofrece una serie de beneficios significativos para la salud física y emocional. Estos incluyen la reducción del dolor muscular y articular, la mejora de la circulación sanguínea, la relajación muscular y la contribución a la rehabilitación y prevención de lesiones musculoesqueléticas. Complementado con otras terapias, el masaje en fisioterapia proporciona un enfoque integral para la recuperación y el bienestar físico, mejorando la calidad de vida de los pacientes.